# Acho de Mundo Medio
Acho de Mundo Medio es uno de los personajes principales de la serie de novelas La Torre Oscura de Stephen King. Apareció por primera vez en el tercer libro, Las Tierras Baldías, y se convirtió en un miembro del grupo (ka-tet) por el resto de la serie.
Acho es un bilibrambo, una extraña criatura que se encuentra sólo en el mundo de Roland Deschain, y es descrito como un cruce entre mapache y perro. Algunos bilibrambos pueden tener capacidades humanas. Acho tiene la forma de comunicarse diciendo la última sílaba que escucha, de ahí surge su nombre, al intentar repetir la palabra "muchacho", con la que Jake se dirige a él por primera vez. En la versión original de las novelas, el bilibrambo se llama Oy (por la palabra inglesa boy, "muchacho").

## En Mundo Medio
En Las Tierras Baldías El ka-tet encuentra a Acho mientras acampaban. En un principio él se encontraba solo, sufriendo mordeduras y cortaduras de lo que parecía haber sido una pelea con otro bilibrambo. Cuando Jake pregunta que animal es, Roland les cuenta sobre los bilibrambos en su ciudad Gilead. Al principio Acho se mostraba muy tímido con el grupo, pero cuando Jake lo alimenta, él inmediatamente se enamora del muchacho y empieza a seguirlo. Roland permite que Jake tome a Acho como su mascota, ya que se supone que tener un bilibrambo de compañía significa buena suerte. En un principio Jake solo lo llamaba "muchacho", pero como el bilibrambo solo repetía la última parte se le quedó el nombre de Acho.

## En Lud
Cuando el ka-tet llega a Lud, en las Tierras Baldías, un gánster llamado Gasher captura a Jake. Roland y Acho van en su busca. Acho puede encontrar a Jake gracias a sus instintos, y él también ayuda a Roland a evitar algunas trampas por el camino de Gasher. Cuando Roland y Acho encuentran a Jake, en presencia de Andrew Quick, Acho logra entrar a la habitación donde tienen encerrado a Jake arrastrándose y desde ese momento él se convierte en un miembro permanente del ka-tet.
- Datos: Q4129601